# Mister Mama
Pour plus de détails, voir Fiche technique et Distribution.
Mister Mama (미스터 맘마) est un film sud-coréen réalisé par Kang Woo-seok, sorti en 1992.

## Synopsis
Hyeong-joon se réveille un matin, découvre que sa femme est partie et qu'il doit s'occuper de son fils, encore bébé.

## Fiche technique
- Titre : Mister Mama
- Titre original : 미스터 맘마
- Réalisation : Kang Woo-seok
- Scénario : Jonathan Kim
- Musique : Song Byeong-jun
- Photographie : Shin Ok-hyun
- Montage : Kim Hyeon
- Production : Yoo In-taek
- Société de production : Shin Cine Communications
- Pays :  Corée du Sud
- Genre : Comédie dramatique
- Durée : 102 minutes
- Dates de sortie : 
  -  Corée du Sud : 2 octobre 1992

## Distribution
- Choi Min-soo : Hyeong-joon
- Choi Jin-shil : Yeong-ju
- Kim Min-hyeong : Sang-ha
- Kim Il-woo : le manager Lee
- Shin Min-cheol : le manager Jeong
- Hong Yoon : Mo Yeong-ju

## Distinctions
Le film a remporté deux Grand Bell Awards, deux prix spéciaux du public pour Choi Min-soo et Choi Jin-shil.